# Spoorlijn 242
Spoorlijn 242 is een Belgische industrielijn in de stad Bergen en een aftakking van spoorlijn 100 (Saint-Ghislain - Maffle). De lijn liep naar de haven Darse Sud bij Ghlin aan het Kanaal Nimy-Blaton-Péronnes en was 1,9 km lang. In 2008 werd de lijn opnieuw aangelegd voor het bedrijf Kemira dat de containers die per schip aankomen per spoor van de haven naar het enkele kilometers verderop gelegen bedrijf wilde vervoeren. Daarna raakte de lijn wederom in onbruik tot deze in 2018 werd heropend over een gedeeltelijk nieuw zuidelijker tracé.

## Aansluitingen
In de volgende plaatsen is of was er een aansluiting op de volgende spoorlijnen:
Y Criquelion
Spoorlijn 100 tussen Saint-Ghislain en Maffle
Jemappes Rivage
Spoorlijn 243 tussen Quaregnon en Jemappes Rivage